# Гоццано, Гвидо
Гвидо Густаво Гоццано (итал. Guido Gozzano; 19 декабря 1883 — 9 августа 1916) — итальянский поэт и писатель. Один из крупнейших итальянских лириков XX века. Видный представитель, так называемой, «сумеречной» поэзии (crepuscolarismo).

## Биография
Сын инженера. Из слабого здоровья окончил начальную школу с посредственными результатами. Окончил Национальный колледж Савильяно, в 1903 году поступил на юридический факультет Туринского университета. Однако с группой друзей предпочитал посещать литературные семинары поэта Артуро Графа, которые позже образовали группу Туринских поэтов Crepuscolari («сумеречной» поэзии), для которой характерны в противопоставление пышной риторике и традиционализму XIX века приглушенная меланхолическая тональность и подчеркнутая разочарованность в жизни.
Пессимизм в творчестве Гоццано объясняется ещё и тем, что он, страдая легочной болезнью, вынужден был большую часть времени проводить на курортах; о том, что умрет рано, он, конечно, знал. В мае 1907 года сильный приступ плеврита заставил его уединиться на Лигурийской Ривьере, затем в горных деревнях. В том же году вышла первая книга его поэзии «La via del rifugio».
В своём творчестве Гоццано испытал влияние бельгийских и французских поэтов-символистов и писателей (Ж. Роденбах, Э. Верхарен, Фр. Жамм) и немецкой философии, что отразилось в его стихах.
Автор двух поэтических сборников: «В поисках прибежища», 1907, и «Беседы», 1911; отдельные стихотворения, а также незаконченный цикл «энтомологических посланий» «Бабочки» увидели свет после смерти поэта. В 1914 году вышел из печати его путевой дневник «Lettere dall’India», написанный во время круиза в Индию (в 1912). Переписка Гоццано и его возлюбленной Амалии Гульельминетти была опубликована лишь в 1951 году.
В своих произведениях Г. Гоццано анализирует подсознательное и всплывающие в нём потоки ассоциаций, подобно тому как это делал в прозе Марсель Пруст; характерно для Гоццано также иллюзионистическое восприятие действительности и любовь к образам прошлого, в изображении которых он мастерски использует поэтические приемы соответствующей эпохи, преломляя их юмористически. Крайне утонченная, доступная лишь немногим и часто болезненная поэзия Г. Гоццано — поэзия аристократической верхушки интеллигенции.
Поэзия Гоццано близка к разговорной, в которой подчеркнута разочарованность в жизни (отсюда — склонность к описаниям тихой провинции, монотонных будней, больниц, монастырей; и демонстративная тоска по прошлому, по фамильным особнякам и буржуазным салонам минувшего столетия). При всём своём холодном эстетизме, Гоццано и остальные «сумеречные» поэты не чужды иронии, нередко иронизируя и над собой.
Значение Гоццано для современной итальянской поэзии — в его новаторских приемах. Гоццано, по словам Э. Монтале, одного из самых тонких исследователей его творчества, 

«был единственным среди поэтов своего времени, сумевшим оставить нам в небольшой книге песен собственный завершенный портрет».
Умер от туберкулёза в возрасте 32 лет.

## Избранные произведения
Поэзия
- La via del rifugio. Genua / Turin , 1907
- I colloqui, 1911
- Tutte le poesie, 1980

Проза
- I tre talismani, 1914
- La principessa si sposa, 1918
- Viaggio verso la cura nel mondo. (1912—1913), postumi 1917
- L’altare del passato, 1917
- L’ultima traccia. Новеллы, 1919
- Primavere romantiche, 1924
- La moneta seminata e altri scritti, 1968
- Verso la Cuna del mondo — Lettere dall’India, 2005.